# Megastylus fallax
Megastylus fallax là một loài tò vò trong họ Ichneumonidae.